# Дрони-вбивці
«Дрони-вбивці» (англ. "Murder drones") — комп'ютерний анімаційний 3D веб-мультсеріал, чорна комедія, створена американським аніматором Ліамом Вікерсом за підтримки австралійської незалежної анімаційної студії "Glitch Productions". Прем'єра пілотного епізоду відбулася на YouTube-каналі цієї студії — «GLITCH» — 29 жовтня 2021 року. Сам повноцінний мультсеріал виходив на цьому ж YouTube-каналі з 18 листопада 2022 року по 23 серпня 2024-го. Українською мовою дубльовано любительськими студіями дубляжу і озвучування "Lifecycle" та "Kachur".
У мультсеріалі йдеться про стосунки роботів на далекій планеті: мирних людиноподібних дронів-працівників і дронів-убивць, яких прислали люди. Події зосереджуються на дроні Узі Дверенко, яка товаришує з дроном-убивцею серійним номером N, що став на бік своїх потенційних жертв. Мультсеріал містить посилання на поп-культуру, черпаючи натхнення у відеоіграх, фільмах, аніме та інтернет-мемах.

## Сюжет
Події розгортаються на екзопланеті Коппер-9, що належить мегакорпорації JCJenson. Робітничі дрони видобували на ній корисні копалини, поки люди випадково не спричинили колапс ядра планети, що знищило все біологічне життя, включаючи людей. Планета замерзла, а дрони розпочали жити самостійно, копіюючи людську культуру. Дізнавшись про це, JCJenson послала на Коппер-9 дронів-демонтувальників (дронів-убивць), щоб вони винищили неконтрольованих роботів. Відтоді дрони-робітники переховуються в підземних сховищах.
У центрі сюжету — Узі Дверенко, дрон підліткового віку, що мріє втекти з Коппер-9 і помститися людям за те, що вони прислали дронів-убивць. Узі майструє лазерну рушницю та здійснює вилазку на поверхню планети. Вона стикається з дроном-убивцею N, якого пошкоджує пострілом з рушниці. В результаті N пошкоджується та сприймає Узі за свою колегу. Потім його знаходять решта його загону, дрони-вбивці V та J, які лагодять N. Проте слова Узі про те, що два види дронів можуть співпрацювати, спонукають N відмовитися від його місії та стати на захист дронів-шахтарів. Потім V та J вриваються до сховища, яке Узі та N успішно захищають, знищивши J та вивівши з ладу V. Але оскільки батько Узі не наважився допомогти дочці, Узі покидає сховище з N.
Пізніше Узі, N і V дізнаються, що дрони-робітники здатні заразитись комп'ютерною програмою «Абсолютний вирішувач». Мати Узі була серед заражених, через що незадовго перед своєю смертю передбачила появу дронів-убивць та допомогла вчасно захистити колонію. Проте, здібності до зміни реальності, які дає «Абсолютний вирішувач», передалися Узі у спадок. В сховищі тим часом дрон Долл проявляє ознаки зараження та потай убиває дронів. N розкриває свій давній зв'язок із V та що спогади про це було стерто.
На Коппер-9 прибуває людина Тесса для боротьби з «Абсолютним вирішувачем». Вона відновлює J і показує дронам, що «Абсолютний вирішувач» зруйнував Землю. Група роботів і Тесса спускається до підземної лабораторії в пошуках джерела зараження, але опиняється в засідці дронів-рапторів (вартових). V жертвує собою, щоб решта спустилися вглиб.
N губиться та зустрічає Норі, матір Узі, яка виявляється вижила та володіє патчем проти «Абсолютного вирішувача». Паралельно Узі дізнається, що Норі мимовільно спричинила колапс ядра планети. Узі, N, Норі й Тесса зустрічаються, аж тоді виявляється, що під виглядом Тесси ховається заражений дрон. В результаті сутички патч виявляється знищений, а Узі падає до ядра планети. Перший заражений дрон Сін розростається щупальцями, що охоплюють планету. Всі вцілілі до того часу герої збираються разом, щоб знищити серце Сін, бо це єдиний спосіб зупинити Абсолютний вирішувач. J зраджує їх і відбувається фінальна битва, в якій Узі вириває серце Сін й проковтує його. Вона переймає здібності Абсолютного вирішувача, але зберігає свою свідомість. Дрони повертаються до підземного сховища, Узі та N починають зустрічатися.

## Персонажі

### Головні
- Узі Дверенко (Uzi Doorman) — головна героїня серіалу, бунтівна дрон-школярка, яка здружується з N. Вона мріє знищити людей, які створили дронів-убивць, але потім дізнається про свій зв'язок з «Абсолютним вирішувачем», від якого отримала здатність до телекінезу.
- Серійний номер N — оптимістичний дрон-демонтувальник, який намагається зробити все можливе, щоб його вважали корисним. Подружився з Узі після того, як вона пошкодила його. N був таємно закоханий у V, яка зневажала його, але потім проявляє симпатію до Узі. Раніше був дроном-слугою в маєтку на Землі, де жила Тесса.
- Серійний номер V спочатку є антагоністкою, але пізніше стає антигероїнею. Вона соціопатична та імпульсивна дрон-демонтувальник. Попри завдання вбити всіх дронів-робочих, вона має власний план, який стосується першого зараженого дрона Сін. Для цього вона відмовляється від первісної місії вбивати дронів-робочих.
- Серійний номер J очолює загін дронів-убивць і є антагоністкою пілотного епізоду. Узі знищила її без можливості відновлення, проте Тесса потім привела копію J. Ця дрон — трудоголік, що прагне зупинити «Абсолютний вирішувач», для чого приєднується до Узі.
- Долл (Doll) — другорядна антагоністка серіалу, російськомовна дрон, заражена «Абсолютним вирішувачем», завдяки чому має здібності до телекінезу. Вона прагне помститися дронам-демонтувальникам за вбивство своїх батьків, не зважаючи на те, якими б жертвами це не було досягнено.
- Тесса (Tessa) — людина, співробітниця JCJenson, яка прибула на Коппер-9, щоб зупинити «Абсолютний вирішувач». Її обличчя сховане за шоломом скафандра. В дитинстві жила у маєтку, де N, V та J були слугами.
- Абсолютний вирішувач (The Absolute Solver) — головний антагоніст серіалу, потужна комп'ютерна програма невідомого походження зі здатністю контролювати та трансмутувати матерію за допомогою заражених машин. Першим відомими носієм «Абсолютного вирішувача» була дрон Сін, від якого програма поширилася на інших дронів, що призвело до зруйнування Землі. Абсолютний вирішувач з певним шансом пробуджується в мертвих дронах, яких не було належно утилізовано або передається у спадок.

### Другорядні
- Ган Дверенко (Khan Doorman) — боягузливий батько Узі, відомий за створення дверей проти дронів-убивць.
- Тед (Thad) — дрон-робітник, шкільний спортсмен.
- Ліззі (Lizzy) — однокласниця Узі та найпопулярніша учениця в школі, яка любить пліткувати про Узі.
- Аліса (Alice) — дрон-канібал, на якій люди ставили експерименти, щоб дослідити «Абсолютний вирішувач».
- Учитель Узі

## Озвучування

### Мова оригіналу (Англійська)
- Узі Дверенко (Uzi Doorman) — Елсі Лавлок
- Серійний Номер N (Serial Designation N) — Майкл Ковач
- Серійний Номер V (Serial Designation V) — Нола Клоп
- Серійний Номер J (Serial Designation J) — Шара Кірбі
- Сін / Надкомп'ютер {Обчислювач} — Аллана Фіцджеральд
- Хан Дверенко (Khan Doorman) — Девід Діксон
- Тед (Thad) — Шон Чіплок
- Ліззі (Lizzy) — Кейті Худ (1 серія), Кейтлін Дізон (2-8 серії)
- Долл (Doll) — Емма Брізі
- Тесса Елліот (Tessa Elliot) — Дейзі Роуз
- Аліса (Alice) — Ембер Мей
- Норі Дверенко (Nori Doorman) — Дарсі Магвайр
- Джеймс Елліот — Девід Дойл
- Луїза Елліот — Сесилія Рамсдейл

### Український дубляж
- Узі Дверенко, Норі Дверенко — Стефанія «Lem0nka» Барчук
- Серійний Номер N — Ігор Корженко
- Серійний Номер V — Олена «Альона» Білоусова
- Серійний Номер J, Сін / Надкомп'ютер {Обчислювач} — Ірина Февчук
- Хан Дверенко — Сергій Солдатов
- Тед — Анатолій Герасименко
- Ліззі — Карина "Cara Linne" Шкребетько
- Долл — Дарина Сай
- Тесса Елліот — Анна Андрієвська
- Аліса — Марія Ємшанова
- Джеймс Елліот — Євген Малуха
- Луїза Елліот — Ганна Левченко

Український дубляж мультсеріалу запроваджений студіями «Lifecycle» та «Kachur»

## Епізоди
| № серії | Назва серії                          | Сценарій                                       | Оригінальна дата показу |
| --- | ------------------------------------ | ---------------------------------------------- | ----------------------- |
| 1 | «Пілот» «Pilot»                      | Ліам Вікерс                                    | 29 жовтня 2021          |
| На планеті Коппер-9 компанія JCJenson добувала копалини. Через колапс ядра планета замерзла і люди загинули, проте лишилися роботи. Дізнавшись, що роботи стали самостійними, JCJenson надіслала безжалісних дронів-демонтувальників («дронів-убивць») для винищення дронів-робітників. Дрони ховаються за дверима в підземному сховищі. Бунтівна дрон Узі майструє лезерну рушницю та невдало демонструє її однокласникам. Потім Узі викрадає в свого батька ключ від сховища та виходить на поверхню планети. Незабаром вона потрапляє в засідку одного з дронів-убивць, N, якого виводить з ладу пострілом рушниці. N самовідновлюється, проте його пам'ять пошкоджена, тому він сприймає Узі за ще одного дрона-вбивцю. Узі втікає після того, як прибувають дрони-вбивці V і J. Дрони-вбивці зламують двері, і вриваються до сховища. N вагається чи обов'язково вбивати дронів-робітників, тому J виводить його з ладу. Узі повертає N у робочий стан і обоє перешкоджають V та J вчинити масове вбивство. N виводить V з ладу, а Узі вбиває J рушницею. Розчарована а батькові, який не став її захищати, Узі покидає сховище разом з N. Узі заявляє, що планує вбити всіх людей, оскільки вони прислали дронів-убивць. |                                      |                                                |                         |
| 2 | «Серцебиття» «Heartbeat»             | Ліам Вікерс, Мет'ю Пекгем і Джеррад Рамбл      | 18 листопада 2022       |
| N сниться як він був дворецьким у маєтку з V і J, і зустрів нового дрона. Прокинувшись, він критикує план Узі вбити людей. Тим часом дрони-робітники лагодять дірку в даху сховища, залишену Узі та N. З останків J виповзає серце, що поступово росте та потай убиває дронів. Почувши про зникнення дронів, Узі, N і Тед, однокласник Узі, оглядають місце останнього інциденту та виявляють символи на стіні разом зі словами «Абсолютний вирішувач». Поки трійця стикається з монстром, який вбиває дронів, істота показує, що намагається відремонтувати J та виявляється Абсолютним вирішувачем. Вона робить спробу асимілювати Узі, але N приходить і рятує подругу. Однак Узі приголомшена подіями, які вона бачила, і не довіряє N, який іде засмучений. Долл, одна з однокласниць Узі, дивиться на зображення V, перш ніж телекінезом змусити таргана вибухнути. |                                      |                                                |                         |
| 3 | «Випускний бал» «The Promening»      | Ліам Вікерс, Робін Френч і Кемерон Каюм-Тейлор | 17 лютого 2023          |
| Долл, яка володіє силами Абсолютного вирішувача, вбиває своїх однокласників, заманюючи їх до своєї квартири. Узі, відчуваючи провину за те, що уникала N, забирає оголошення про зниклих учнів. Хан розповідає, що домовився з учителем Узі, щоб Ліззі та Долл допомогли їй підготуватися до випускного вечора. N відчуває докори сумління через події минулого епізоду, тоді як V хоче вбити всіх на випускному, але відчуваючи повсюдну увагу, вирішує почекати. N відмовляється допомогти їй і запитує V, чи вона щось приховує. V обезголовлює N і тікає. Ліззі й Долл приводять Узі до своєї квартири, де вона виявляє в ванній кімнаті купу тіл. Узі тікає крізь вентиляцію та стикається з N, і вони миряться. На випускному вечорі Долл намагається вбити V за допомогою телекінезу, бо та вбила її батьків. Але їй перешкоджають Узі та N, а V потім виводить Долл з ладу. Коли вони оглядають квартиру Долл, V повідомляє, що протистояння Абсолютному вирішувачу — це пріоритетніша справа, ніж убивство дронів-робітників. Абсолютний вирішувач ремонтує Долл, але вона тікає, побачивши, що в Узі є ті ж здібності, які і в неї самої. Наприкінці на Коппер-9 прибуває людина Тесса в супроводі відновленої J. |                                      |                                                |                         |
| 4 | «Котеджний коматоз» «Cabin Fever»    | Мет'ю Пекгем і Кемерон Каюм-Тейлор             | 7 квітня 2023           |
| Узі та її однокласники їдуть до табору на пікнік. Узі оглядає два нашийники з малюнком черепа, і спогад показує, що вони стосуються її матері. У табір прибувають V і N, щоб наглядати за класом, оскільки вони тепер обоє дружні до дронів-робітників. Узі відділяється від класу та приходить у покинутий будинок з мертвими дронами, загадковими малюнками та роботами-жуками. У таборі настає паніка, коли учень випадково пускає стрілу в Узі, спонукаючи її використати телекінез для самозахисту. Стріла перетворюється на органічну істоту, наводячи жах на всіх. V стає агресивною щодо Узі, котра переховується в іншому будинку. Ситуація загострюється, коли N починає підозрювати, що V щось приховує, і вирушає на її пошуки. Узі перетворюється на частково органічну істоту та атакує дронів. Вона стикається з V, але N втручається, щоб зупинити Узі та заспокоює її, повертаючись до її початкової форми. Коли світає, вцілілі дрони повертаються додому, не здогадуючись, що на них напала Узі. N хапає відеокасету з фільмом «Дрони-зомбі», а тарган заповзає в капелюх Узі. |                                      |                                                |                         |
| 5 | «Дім» «Home»                         | Неда Лей                                       | 9 червня 2023           |
| Навчальне відео JCJenson повідомляє про те, як правильно утилізувати дронів, попереджаючи про «дронів-зомбі», які самостійно перезавантажуються після неналежної утилізації. Узі досліджує спогади N і виявляє, що частина з них стерта. У минулому в садибі Елліотта N чує дивні звуки, що долинають із підвалу, але не звертає на це уваги та продовжує виконувати свої обов'язки. Згодом N зустрічає Сін, дівчинку-дрона, яка просить запитати Тессу, єдину дитину власників садиби, чи може Сін вийти до гостей. Мати Тесси бачить Сін і наказує їй повертатися до підвалу. N бере на себе провину за появу Сін, і його виносять на вулицю на розтерзання птахам. Сін згодом виходить у бальну залу, щоб убити присутніх. J і Тесса намагаються її зупинити. В сьогоденні Долл нападає на Узі, тому N опиняється в полоні власних спогадів, де Сін виявляється спотворена Абсолютним вирішувачем. Долл телепортується надвір, де передає Тессі та відновленій J робота-таргана. Здивовані Узі, N і V опиняються поруч. |                                      |                                                |                         |
| 6 | «Глухий кут» «Dead End»              | Неда Лей                                       | 18 серпня 2023          |
| У підземній лабораторії дрона вбиває істота, схожа на динозавра. Тим часом Узі, N, V, Тесса та J спантеличені зустріччю. Долл забирає робо-таргана назад і тікає до лабораторії. Тессу викрадає невідома сила, а дрони стикаються з двома дронами-працівниками лабораторії, що розбирають інших роботів на деталі задля власного ремонту. Узі, N і V вимикаються через ЕМІ та опиняються в полоні цих «канібалів». Узі дізнається, що успадкувала свої здібності до телекінезу від матері. Коли нападають роботи-динозаври, один з «канібалів» звільняє Узі. Тесса та N тікають самостійно, Тесса показує, що Абсолютний вирішувач — це ШІ, який заразив Сін, а потім зруйнував Землю. Місією Тесси (і дронів-убивць) виявляється знищення заражених дронів на інших планетах. Потім вони визволяють V, але постають перед небезпекою з боку групи роботів-динозаврів. Узі використовує телекінез, щоб утекти, але це посилює її зараження Абсолютним вирішувачем. Долл отримує доступ до секретного ліфта завдяки роботу-таргану та впускає роботів-динозаврів. Узі користується телекінезом, щоб пробити діру в ліфті, але це виводить її з ладу. V лишається прикрити відступ решти і її доля лишається невідомою. |                                      |                                                |                         |
| 7 | «Масова руйнація» «Mass Destruction» | Неда Лей                                       | 29 березня 2024         |
| Передісторія показує події до катастрофи на Коппері-9. У підземному соборі люди досліджують заражену Норі, матір Узі. Коли Норі ледве не звільняється, асистента посилають привести матір Долл, Єву. Коли вони повертаються, то виявляється, що Норі вбила дослідників у соборі. Єва рятує асистента й забирає з собою хрест, який кидає в Норі, чим лікує її. Узі, N і Тесса опиняються в підземних тунелях, де їх розділяє обвал. N блукає тунелями та зустрічає Норі, що вціліла у вигляді біомеханічного серця з оком і лапами. Норі зберігає USB-накопичувач у формі хреста, що містить патч, призначений для «екзорцизму» Абсолютного вирішувача з роботів. Узі знаходить собор і бачить відеозапис, з якого з'ясовується, що Норі мимоволі спричинила руйнування ядра Коппер-9 під час боротьби з зараженим Сін. Долл думає, що патч у Тесси, і намагається його відібрати, але Сін смертельно ранить Долл. Тесса намірюється вбити Узі, але N завдяки допомозі Норі встигає на порятунок і обезголовлює Тессу. Він намагається використати патч на Узі, та вона вже повністю заражена й знищує хрест. Але N знаходить рішення, він провокує Узі на сварку з Норі, сказавши, що він та Узі зустрічаються. Це повертає Узі глузд, хоча вона не рада зустрічі з матір'ю. В той час тіло Тесси підводиться і піднімає свою голову; виявляється, це був заражений дрон, що одягнув на себе шкіру Тесси. Він затягує Узі та N з собою в тунель, що веде до ядра планети. Узі виштовхує N на поверхню, а сама падає; пізніше вона отямлюється у відкритому космосі й бачить оголене ядро планети. На поверхні V зустрічає Гана та приховану туманом постать, озброєну лазерною рушницею. |                                      |                                                |                         |
| 8 | «Кінець усього» «Absolute End»       | Ліам Вікерс і Неда Лей                         | 23 серпня 2024          |
| Сін злився з ядром планети, створивши великий кратер, над яким ширяють уламки Коппер-9. Узі возз'єднується серед уламків із Норі, яка пояснює, що Вирішувача можна спинити, знищивши серце Сіна. N рятує Узі на космічному кораблі, який Сін потім пронизує та розбиває об скелю. Узі та N підтверджують свої почуття одне одному, коли потрапляють на один із фрагментів планети, куди також дісталися J, Ган, Тед і Ліззі. У наступній битві між дронами та Сіном J демонструє, що перейшла на бік Сіна, вважаючи його переможцем. Сін переслідує Узі та N по тунелю і врешті знаходить їх. Раптово V повертається на прирученому роботі-динозаврі й перешкоджає Сіну вбити дронів. Відбувається битва, в якій перевага багато разів переходить від одних персонажів до інших. Зрештою Узі вириває серце Сіна, але розуміє, що не може його знищити. Тоді вона проковтує серце. Сін та продовження його тіла, що охопили планету, розпадаються. Дрони оселяються в підземному сховищі, де Узі, що перейняла здібності Сіна, розповідає про свої плани більше не покидати сховище. N публічно заявляє, що Узі його дівчина. Як виявляється у сцені після титрів, свідомість Сіна взяла під контроль хвіст Узі, до її великого роздратування. |                                      |                                                |                         |

## Створення
Ліам Вікерс почав займатися анімацією разом зі своїм братом у 2017 році, коли покинув університет. У 2019-ому він здобув популярність завдяки анімаційному серіалу «Meta Runner».
"Glitch Productions" — це незалежна австралійська анімаційна студія, заснована братами Кевіном і Люком Лердвічагулами у 2021 році. До початку роботи над «Дронами-вбивцями» студія вже видала чотири анімаційних проєкти.
Анімація «Дронів-убивць» виконана на рушієві Unreal Engine.

## Сприйняття
Сальваторе Ченто на сайті MovieWeb похвалив, що до персонажів легко емоційно прив'язатися, в чому є значна заслуга озвучення. За словами критика, «Дрони-вбивці» обов'язкові для перегляду і серіал «неминуче змінить ландшафт анімації на YouTube на довгі роки».
Лорен Роуз на Gizmodo писала: «„Дрони-вбивці“ — це ривок на темнішу територію для Glitch Productions, студії, що створила такі популярні мультсеріали, як „Meta Runner“ і „Sunset Paradise“». Хоча серіал називають антиутопічною комедією жахів, він не цілком про приреченість і похмурість, у ньому є зворушливі моменти, як у стосунках Узі з N.
Ава Тіллі на сайті The Central Trend відгукнулася, що концепція бунту машин зазвичай показується з точки зору людей, тому «Дрони-вбивці» є унікальним твором. До того ж якість анімації свідчить, що «малі самодостатні творці можуть створювати надзвичайні медіапродукти». Водночас зазначалося, що цілі персонажів змінюються від епізоду до епізоду. Але привабливість серіалу полягає перш за все в пародіях на інтернет-культуру та головній героїні Узі, чий сарказм можна розглядати як захисний механізм, і навколишні персонажі допомагають Узі зростати, разом долаючи проблеми.
У 2023 році серіал отримав номінацію на «Премію Веббі» у категорії «Найкраще анімаційне відео».